# 地球環
地球環（英語：Rings of Earth）是科学界所提出的一個可能曾在奧陶紀时期環繞地球的行星環系統。這環系統可能形成於4.66億年前的奧陶紀撞擊尖峰期。地球可能曾經有環的理論，在2024年九月由一組蒙納許大學的科學團隊正式提出，但在此前數年就已是學界感興趣的研究主題。

## 背景
奧陶紀是這理論所認為的地球環形成的地質時期和地質系。奧陶紀起於4億8千5百4十萬年前，結束於4億4千3百8十萬年前。在這期間，發生了一個被稱為「奥陶纪中期流星事件」的事件，期間大量的L球粒隕石撞擊地球。這些隕石可能來自一個直徑為93英里（150）的大型母體。

## 歷史

### 形成
理論認為，製造這些L球粒隕石的母體超過了地球的洛希極限，而這使得這母體被撕碎，而其碎片則散落四周，並在最終形成了一個碎片構成的環。

### 形成後
提出此理論的人相信，這環系統存在於距今4.66億年前。赫南特期冰河期可能是這環系統把本應射入地球的太陽光給遮住的直接結果，而這環系統的存續時間可能有四千萬年。

## 研究

### 2024年的研究
地球環最初被正式提出的背景，是因為學界在發現和奧陶紀中期流星事件相關的21個撞擊坑都沿著赤道排列成一個直條之故。Andrew G. Tomkins、Erin L. Martin和Peter A. Cawood等蒙納許大學的學者，在2024年9月發表了一篇研究，給出了這環系統存在的證據。
這研究指出，「盡管地球70%的地殼都能保存隕石坑」，但所有在流星事件中形成的這21個撞擊坑，都落在小於等於赤道帶30°的範圍之內。這研究並指出說，所有的21個撞擊坑都位於30°的範圍之內的機率為兩千五百萬分之一，因此除非這些撞擊坑是由一個解體的環系統所造成的，不然這狀況是不太可能的。